# Liste des conseillers généraux de la Corrèze
Pour un article plus général, voir Conseil général de la Corrèze.
Cet article dresse la liste des conseillers généraux de la Corrèze jusque 2015. À partir de cette date, voir Liste des conseillers départementaux de la Corrèze.

## Composition du conseil général de laCorrèze(37 sièges)
| Parti                                | Sigle | Élus |
| ------------------------------------ | ----- | ---- |
| Majorité (20 sièges)                 |       |      |
| Parti communiste français            | PCF   | 4    |
| Parti socialiste                     | PS    | 13   |
| Divers gauche                        | DVG   | 3    |
| Opposition (17 sièges)               |       |      |
| Union des démocrates et indépendants | UDI   | 1    |
| Union pour un mouvement populaire    | UMP   | 16   |
| Président du Conseil général         |       |      |
| Gérard Bonnet (PS)                   |       |      |

## Liste des conseillers généraux de laCorrèze
| Canton                                  | Circonscription | Conseiller général             | Parti | Série |
| --------------------------------------- | --------------- | ------------------------------ | ----- | ----- |
| Arrondissement de Brive-la-Gaillarde    |                 |                                |       |       |
| Canton d'Ayen                           | 2               | Gérard Bonnet                  | PS    | 2011  |
| Canton de Beaulieu-sur-Dordogne         | 1               | Jacques Descargues             | PS    | 2011  |
| Canton de Beynat                        | 1               | Pascal Coste (homme politique) | UMP   | 2008  |
| Canton de Brive-la-Gaillarde-Centre     | 2               | Frédéric Soulier               | UMP   | 2011  |
| Canton de Brive-la-Gaillarde-Nord-Est   | 2               | Claude Nougein                 | UMP   | 2008  |
| Canton de Brive-la-Gaillarde-Nord-Ouest | 2               | Michel Da Cunha                | PS    | 2011  |
| Canton de Brive-la-Gaillarde-Sud-Est    | 2               | Jean-Claude Chauvignat         | DVG   | 2008  |
| Canton de Brive-la-Gaillarde-Sud-Ouest  | 2               | Alain Vacher                   | PCF   | 2008  |
| Canton de Donzenac                      | 1               | Gilbert Fronty                 | PS    | 2011  |
| Canton de Juillac                       | 1               | Jean-Claude Yardin             | PS    | 2011  |
| Canton de Larche                        | 2               | Jean-Jacques Delpech           | UMP   | 2011  |
| Canton de Lubersac                      | 1               | Jean-Pierre Decaie             | UMP   | 2011  |
| Canton de Malemort-sur-Corrèze          | 2               | Robert Penalva                 | PS    | 2011  |
| Canton de Meyssac                       | 2               | Henri Salvant                  | UMP   | 2008  |
| Canton de Vigeois                       | 1               | Régine Delord                  | PCF   | 2012  |
| Arrondissement de Tulle                 |                 |                                |       |       |
| Canton d'Argentat                       | 1               | François Bretin                | PCF   | 2011  |
| Canton de Corrèze                       | 3               | Bernadette Chirac              | UMP   | 2011  |
| Canton d'Égletons                       | 3               | Michel Paillassou              | UMP   | 2008  |
| Canton de Lapleau                       | 3               | Bertrand Chassagnard           | UMP   | 2011  |
| Canton de Mercœur                       | 3               | Lucien Delpeuch                | UMP   | 2008  |
| Canton de La Roche-Canillac             | 1               | Bernard Combes                 | PS    | 2011  |
| Canton de Saint-Privat                  | 3               | Serge Galliez                  | UMP   | 2008  |
| Canton de Seilhac                       | 1               | Noël Martinie                  | PS    | 2008  |
| Canton de Treignac                      | 3               | Daniel Chasseing               | UDI   | 2011  |
| Canton de Tulle-Campagne-Nord           | 1               | Jean-Claude Peyramard          | PS    | 2008  |
| Canton de Tulle-Campagne-Sud            | 1               | Roger Chassagnard              | PS    | 2008  |
| Canton de Tulle-Urbain-Nord             | 1               | Pierre Diederichs              | PS    | 2008  |
| Canton de Tulle-Urbain-Sud              | 1               | Dominique Grador               | PCF   | 2008  |
| Canton d'Uzerche                        | 3               | Sophie Dessus                  | PS    | 2011  |
| Arrondissement d'Ussel                  |                 |                                |       |       |
| Canton de Bort-les-Orgues               | 3               | Jean-Pierre Dupont             | UMP   | 2008  |
| Canton de Bugeat                        | 3               | Christophe Petit               | UMP   | 2011  |
| Canton d'Eygurande                      | 3               | Alain Ballay                   | DVG   | 2011  |
| Canton de Meymac                        | 3               | Jean-Pierre Audy               | UMP   | 2008  |
| Canton de Neuvic                        | 3               | Henri Roy                      | PS    | 2011  |
| Canton de Sornac                        | 3               | Pierre Coutaud                 | DVG   | 2008  |
| Canton d'Ussel-Est                      | 3               | Daniel Delpy                   | UMP   | 2011  |
| Canton d'Ussel-Ouest                    | 3               | Christophe Arfeuillère         | UMP   | 2011  |

### Liste des anciens conseillers régionaux

#### Élections de 1871
|                             | Nom                                   | Parti politique | Activité                                          |
| Canton d'Argentat           | Auguste Lestourgie                    | Droite          | maire d'Argentat, membre de l'Assemblée nationale |
| Canton de Corrèze           | Antoine Terriou                       | Droite          | notaire, maire de Corrèze                         |
| Canton d'Égletons           | Gabriel de Braquilanges               |                 | maire de Saint-Hippolyte                          |
| Canton de Lapleau           | Roche                                 |                 | notaire à Soursac                                 |
| Canton de La Roche-Canillac | Guy Lafond de Saint-Mur               | bonapartiste    | ancien député, ancien maire de Tulle              |
| Canton de Mercœur           | Ernest Roudié                         | Droite          | notaire, maire de Mercœur                         |
| Canton de Seilhac           | Mons                                  | Droite          | docteur-médecin à Seilhac                         |
| Canton de Saint-Privat      | Eugène Antoine Justin Manilève        |                 | docteur-médecin à Rilhac-Xaintrie                 |
| Canton de Treignac          | François Joseph Marie Decoux-Lagoutte | Droite          | notaire, maire de Treignac                        |
| Canton de Tulle-Nord        | Émile Floucaud-Pénardille             |                 | avocat à Tulle                                    |
| Canton de Tulle-Sud         | Louis Parrical de Chammard            | Droite          | docteur-médecin, ancien maire de Tulle            |
| Canton d'Uzerche            | Deschamps-Mavallier                   | Droite          | notaire à Uzerche                                 |

|                                 | Nom                                 | Parti politique     | Activité                                     |
| Canton d'Ayen                   | Louis Chassaignac de Latrade        | Gauche républicaine | ancien représentant du peuple, ancien préfet |
| Canton de Beaulieu-sur-Dordogne | Joseph Arthur Dufaure du Bessol     |                     | général                                      |
| Canton de Beynat                | Pierre Joseph Louis Brugeilles      | Gauche radicale     | avocat à Bordeaux                            |
| Canton de Brive-la-Gaillarde    | Jean-Baptiste Billot                | Républicain         | général, membre de l'Assemblée nationale     |
| Canton de Donzenac              | Ferdinand Charles Léon de Lasteyrie | Centre droit        | membre de l'Institut                         |
| Canton de Juillac               | François Gouyon                     | Républicain         | notaire, maire de Juillac                    |
| Canton de Larche                | Adolphe Godin de Lépinay            | Droite              | ingénieur en chef des ponts et chaussées     |
| Canton de Lubersac              | Joseph Brunet                       | Conservateur        | vice-président du tribunal civil de la Seine |
| Canton de Meyssac               | Dulmet                              |                     | docteur-médecin, maire de Meyssac            |
| Canton de Vigeois               | Amédée Breton                       | Droite              | maire de Vigeois                             |

|                           | Nom             | Parti politique | Activité                                              |
| Canton de Bort-les-Orgues | Léon Theyssier  | Républicain     | docteur-médecin à Bort-les-Orgues                     |
| Canton de Bugeat          | Teyssier        | Républicain     | notaire, maire de Pérols                              |
| Canton d'Eygurande        | François Longy  | Républicain     | docteur-médecin, maire d'Eygurande                    |
| Canton de Meymac          | Georges Maison  | Droite          | notaire, maire de Meymac                              |
| Canton de Neuvic          | Raoul Calary    |                 | substitut à Lille                                     |
| Canton de Sornac          | Arfeuillière    |                 | membre de l'Assemblée nationale, maire de Peyrelevade |
| Canton d'Ussel            | Gabriel Lébraly |                 | membre de l'Assemblée nationale                       |

#### Élections de 1876
|                             | Nom                                   | Parti politique | Activité                                                 |
| Canton d'Argentat           | Auguste Lestourgie                    | Droite          | maire d'Argentat, ancien membre de l'Assemblée nationale |
| Canton de Corrèze           | Antoine Terriou                       | Droite          | maire de Corrèze                                         |
| Canton d'Égletons           | Jean Joseph Spinasse                  | Droite          | ancien notaire à Égletons                                |
| Canton de Lapleau           | Roche                                 |                 | notaire à Soursac                                        |
| Canton de La Roche-Canillac | Guy Lafond de Saint-Mur               | bonapartiste    | sénateur, ancien député, ancien maire de Tulle           |
| Canton de Mercœur           | Ernest Roudié                         | Droite          | notaire, maire de Mercœur                                |
| Canton de Seilhac           | Comte de Seilhac                      | Droite          | maire de Seilhac                                         |
| Canton de Saint-Privat      | Laurent Isidore Puex                  | Droite          | notaire, maire de Saint-Privat                           |
| Canton de Treignac          | François Joseph Marie Decoux-Lagoutte | Droite          | notaire, maire de Treignac                               |
| Canton de Tulle-Nord        | Émile Floucaud-Pénardille             |                 | avocat à Tulle                                           |
| Canton de Tulle-Sud         | Louis Parrical de Chammard            | Droite          | docteur-médecin, ancien maire de Tulle                   |
| Canton d'Uzerche            | Deschamps-Mavallier                   | Droite          | notaire à Uzerche                                        |

|                                 | Nom                                 | Parti politique     | Activité                                                       |
| Canton d'Ayen                   | Louis Chassaignac de Latrade        | Gauche républicaine | député, ancien préfet à Lescure, commune de Rosiers-de-Juillac |
| Canton de Beaulieu-sur-Dordogne | Amédée Mazeyrac                     | Républicain         | notaire à Beaulieu                                             |
| Canton de Beynat                | Pierre Joseph Louis Brugeilles      | Gauche radicale     | avocat à Bordeaux                                              |
| Canton de Brive-la-Gaillarde    | Jean-Baptiste Billot                | Républicain         | général, sénateur                                              |
| Canton de Donzenac              | Ferdinand Charles Léon de Lasteyrie | Centre droit        | membre de l'Institut, au Saillant                              |
| Canton de Juillac               | François Gouyon                     | Républicain         | propriétaire Juillac                                           |
| Canton de Larche                | Adolphe Godin de Lépinay            | Droite              | ingénieur en chef des ponts et chaussées à Paris               |
| Canton de Lubersac              | Joseph Brunet                       | Conservateur        | sénateur, conseiller à la cour d'appel de Paris                |
| Canton de Meyssac               | Dulmet                              |                     | docteur-médecin à Meyssac                                      |
| Canton de Vigeois               | Amédée Breton                       | Droite              | maire de Vigeois                                               |

|                           | Nom             | Parti politique | Activité                                                     |
| Canton de Bort-les-Orgues | Léon Theyssier  | Républicain     | docteur-médecin à Bort-les-Orgues                            |
| Canton de Bugeat          | Teyssier        | Républicain     | propriétaire à Pérols                                        |
| Canton d'Eygurande        | François Longy  | Républicain     | docteur-médecin, maire d'Eygurande                           |
| Canton de Meymac          | Georges Maison  | Droite          | notaire, maire de Meymac                                     |
| Canton de Neuvic          | Raoul Calary    |                 | substitut à Paris                                            |
| Canton de Sornac          | Arfeuillière    |                 | ancien membre de l'Assemblée nationale, maire de Peyrelevade |
| Canton d'Ussel            | Gabriel Lébraly |                 | ancien membre de l'Assemblée nationale à Ussel               |